# Melkerij Lent

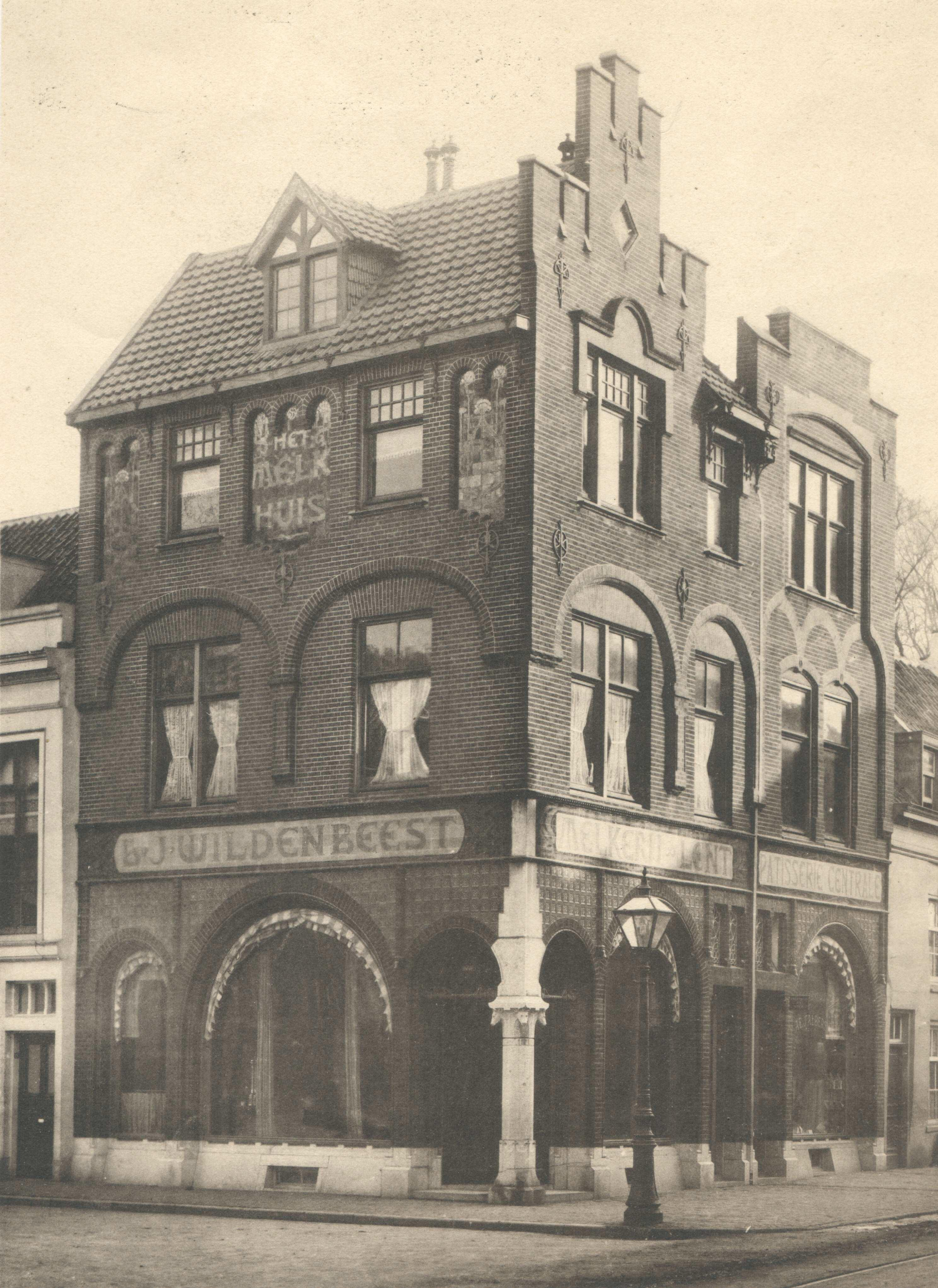
Het hoekpand van de Melkerij Lent van B.J. Wildenbeest

De Melkerij Lent is een voormalige melkfabriek in Nijmegen.

## Geschiedenis
In 1895 opende Bernardus Johannes Wildenbeest een drankhandel in de Lange Hezelstraat in Nijmegen centrum. Een aantal jaren later, in 1899, startte hij in dezelfde straat een melkfabriek: Melkerij Lent - B.Wildenbeest. De naam ontleende hij deels aan zijn eerdere woonplaats Lent. Al snel bleek het pand aan de Lange Hezelstraat te klein als melkfabriek en hij verhuisde zijn bedrijf naar de St Jorisstraat, aan het zg Kelfkensbos dat vlak bij de Waalbrug ligt..
Hier bouwde hij een complete stoomzuivelfabriek en een melksalon. Vooral de melksalon, ontworpen door de bekende architect Oscar Leeuw, kreeg door de opvallende architectuur met veel kleuren de nodige aandacht in de media en de architectuurwereld.. De publiciteit rondom het pand bleek goed voor de omzet van zijn Melkerij Lent, dat mede daardoor een concurrent werd voor de gevestigde melkfabrieken van N.V. Gelria (opgericht in 1911 en gevestigd op de hoek van de van Gentstraat en Athlonestraat) en De Nijmeegsche melkinrichting (opgericht in 1881 en gevestigd aan de Berg en Dalseweg in Nijmegen). Wildenbeest was naast zijn functie van directeur van de Melkerij ook actief in de politiek en was samen met o.a. fotohandelaar Ivens (de vader van Joris Ivens) pleitbezorger voor de aanleg van de Waalbrug.

## Achtergrond verdere ontwikkeling
In 1915 werd de naam van de Nijmeegsche melkinrichting veranderd in Coöperatieve Nijmeegse Melkinrichting en zuivelfabriek nadat meerdere boeren zich aansloten bij de vereniging omdat men ontevreden was de opbrengsten van hun melk. De coöperatie groeide snel en in 1918 vond de eerste overname plaats, die van concurrent NV Gelria.
Op 13 juli 1919 overleed onverwacht oprichter Wildenbeest van de Melkerij Lent.. Als directeur werd L. Wassing zijn opvolger.
Doordat in 1925 Duitsland besloot om invoerrechten op melk te gaan heffen werd het voor de coöperatie praktisch onmogelijk om nog te blijven leveren aan haar afnemers in de Duitse plaats Kleve. Omdat de coöperatie in feite volledig afhankelijk was van deze leveringen kreeg het ineens met een groot afzetprobleem te kampen. Men had melk maar geen distributiekanaal of afzetmogelijkheden in Nijmegen of omgeving. De coöperatie besloot daarom om zowel een nieuwe fabriek te gaan bouwen om te kunnen voldoen aan de hogere eisen ten aanzien van de consumentenmelk als ook om een bod te doen op Melkerij Lent dat juist wel een goed afzetgebied had in Nijmegen dat op dat moment ca. 70.000 inwoners telde.
18 december 1928 was de laatste dag dat melk verkocht werd in de melksalon van de Melkerij Lent aan het Kelfkensbos (St. Jorisstraat).

## 1929 - 1940
De in 1926 benoemde directeur van de coöperatie, H.M. Tiel Groenestege, zorgde voor nog verdere groei, verbinding en uiteindelijke vereniging van diverse bedrijfjes en verbruikerscoöperaties onder de naam Melkerij Lent. De hoofdvestiging van de coöperatie was bij de melkfabriek aan de Van Gentstraat.
In 1931 besloot het bedrijf te moderniseren en voerde het een aantal grote veranderingen door waaronder een andere vormgeving van de melkfles, een ander soort aluminium sluiting van de fles en het bedrijf investeerde in een nieuwe reinigingsmachine voor de melkflessen waardoor men 2000 flessen per uur kon reinigen (met behulp van water en loog) en direct daarna de flessen geautomatiseerd kon vullen.
In die jaren kwam de melk, 2 × per dag, van ca. 500 boerderijen uit de omgeving van Nijmegen. Bij al deze boerderijen werd de melk en de melkwinning door de coöperatie zelf gecontroleerd of op aanwijzing gedaan om altijd zuivere melk te waarborgen. De pasteurisatie werd in de eigen fabriek gedaan.

## Tweede Wereldoorlog
Het bedrijf kreeg tijdens de Tweede Wereldoorlog te maken met financiële problemen als gevolg van een aanzienlijke reductie van de melkaanvoer vanwege defecte of kapot geschoten bruggen in combinatie met de benzineschaarste waardoor nagenoeg alle het melktransport opnieuw met paard en wagen gedaan moest worden. Dit had gevolgen voor de inkoopprijs en de inkoopkosten die hierdoor aanzienlijk stegen. De inkoopprijs van de melk was gebaseerd op het vetgehalte. Tijdens de oorlog werd door de Duitsers een nieuwe verhoogde vetstandaard opgelegd van 2,5% vet en dat had ook gevolgen voor de veehouders die zo gedwongen werden om koeien die dit vetgehalte niet konden produceren af te schaffen of te gebruiken voor de vleesconsumptie. In die periode waren ongeveer 850 veehouders aangesloten bij de coöperatie.

## 1945 - einde
In 1949 startte de coöperatie gesprekken met zuivelfabrieken in Overasselt (zuivelfabriek de Eendracht) en Wychen om met hen te fuseren. De twee zuivelfabrieken waren samen goed voor een productie van 4,5 miljoen liter melk daar waar de Melkerij zelf jaarlijks 18 miljoen liter produceerde. In 1950 gingen beide zuivelfabrieken over in de Melkerij Lent coöperatie.
Eind jaren 60 kwam het bedrijf een grootschalige interne fraude op het spoor waarbij chauffeurs en een expeditie-chef betrokken waren. De fraude zou ruim 4 jaar lang hebben plaatsgevonden via de leveringen van melk en afhandeling van lege flessen. De fraude werd ontdekt toen bleek dat er meer lege flessen retour kwamen dan geregistreerde uitgegeven volle flessen. De schade werd geschat op ca fl 93.000,-.
In 1970 innoveerde de Melkerij haar fabriek en kwam in het nieuws nadat het bedrijf als een van de eersten in Europa een nieuwe verpakkingsmachine in gebruik nam die polystyreen bekers produceerde met een aluminiumfolie sluiting. Dit bleek uiteindelijk veel goedkoper dan het opslaan, transporteren en telkens opnieuw schoonmaken van de tot dan toe gebruikte melkflessen.
Nadat in begin de eerste overnamegesprekken met Coberco plaatsvonden werd de Melkerij Lent werd uiteindelijk eind 1979 opgenomen binnen Coberco en een jaar later in 1980 gesloten.

## Afbeeldingen

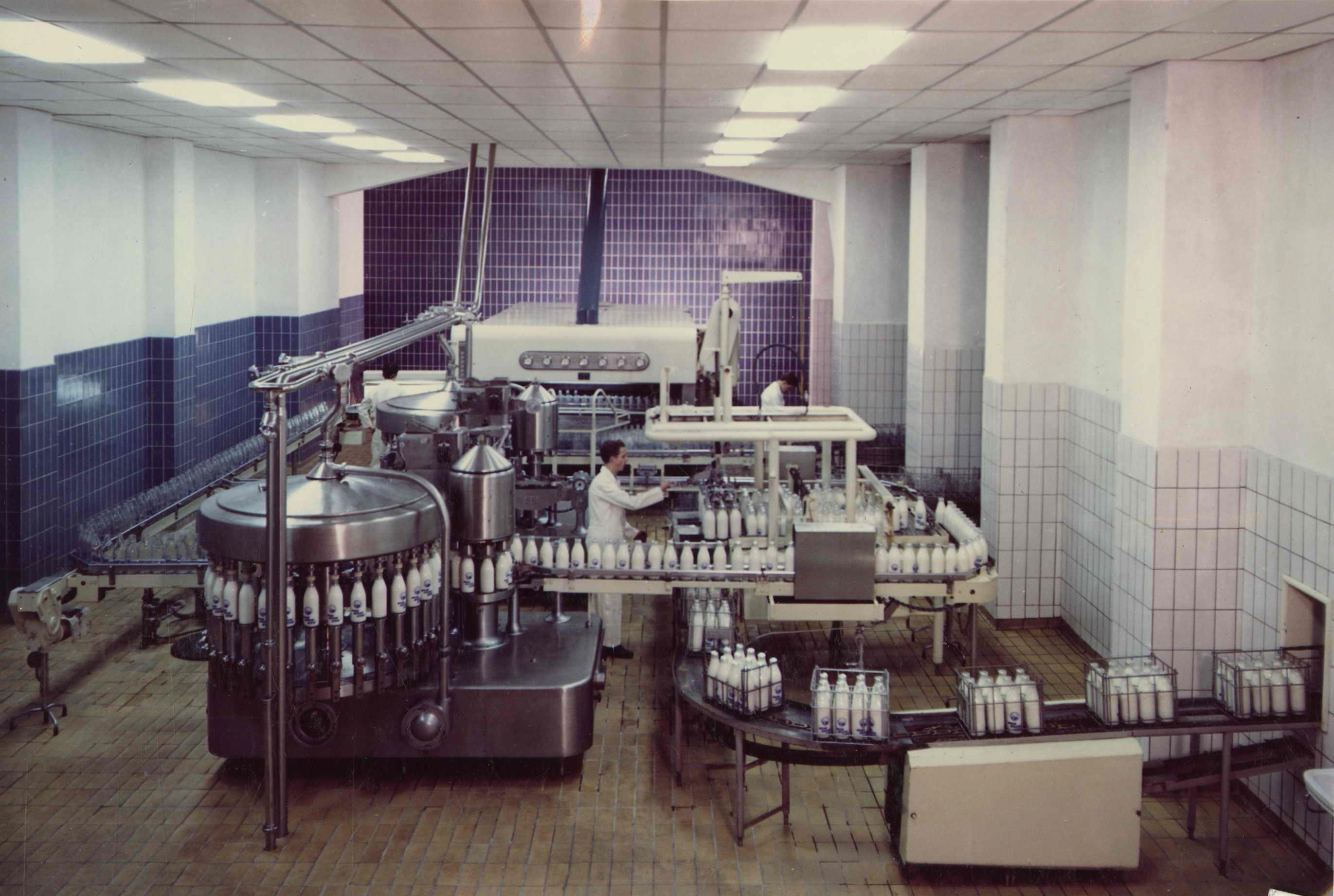
De nieuwe geautomatiseerde flesseninstallatie.
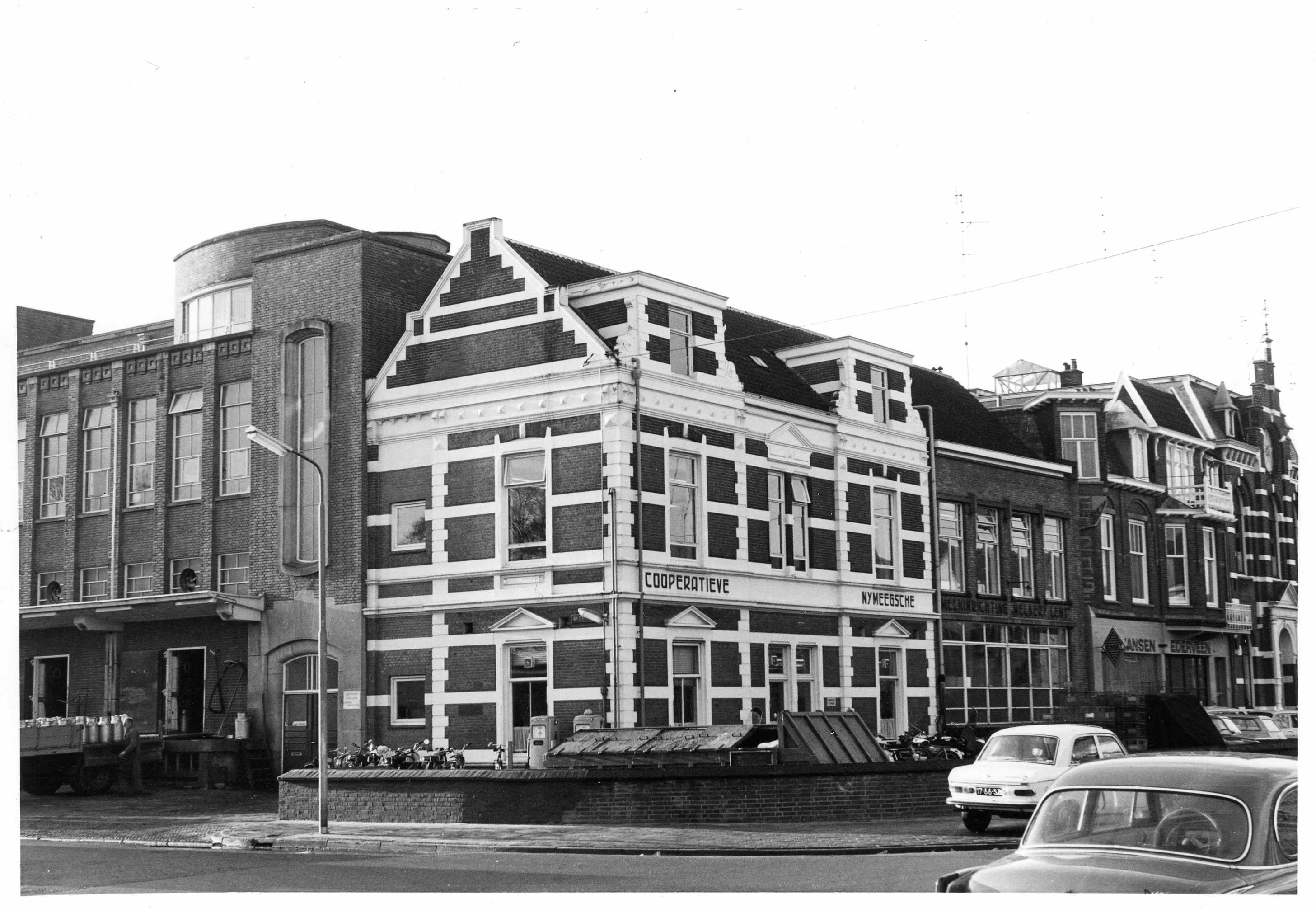
Voormalige Coöperatieve Nijmeegsche Melkinrichting 'Melkerij Lent'  anno 1972.
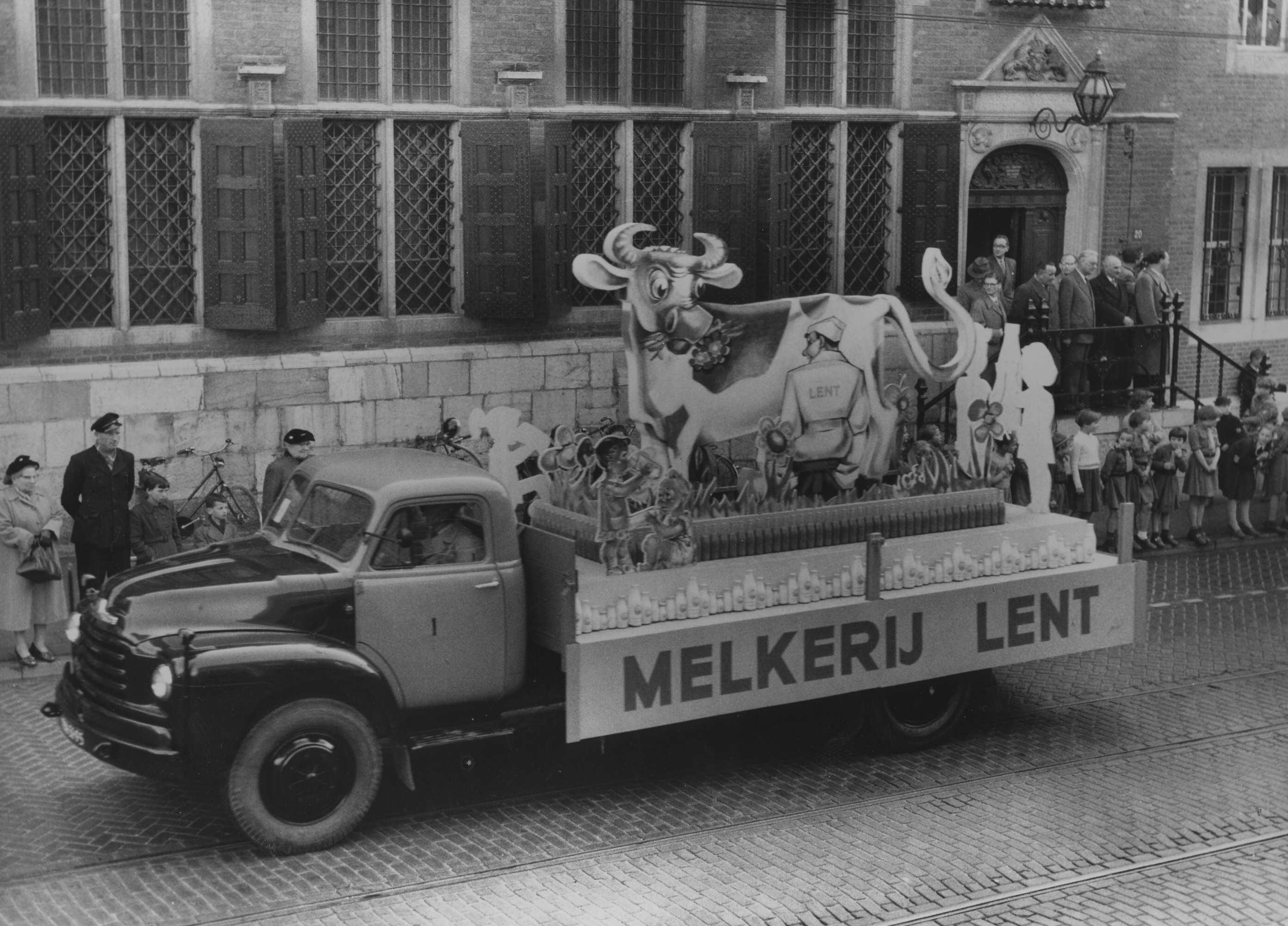
Een reclame-wagen van de Melkinrichting "Melkerij Lent" voor het stadhuis
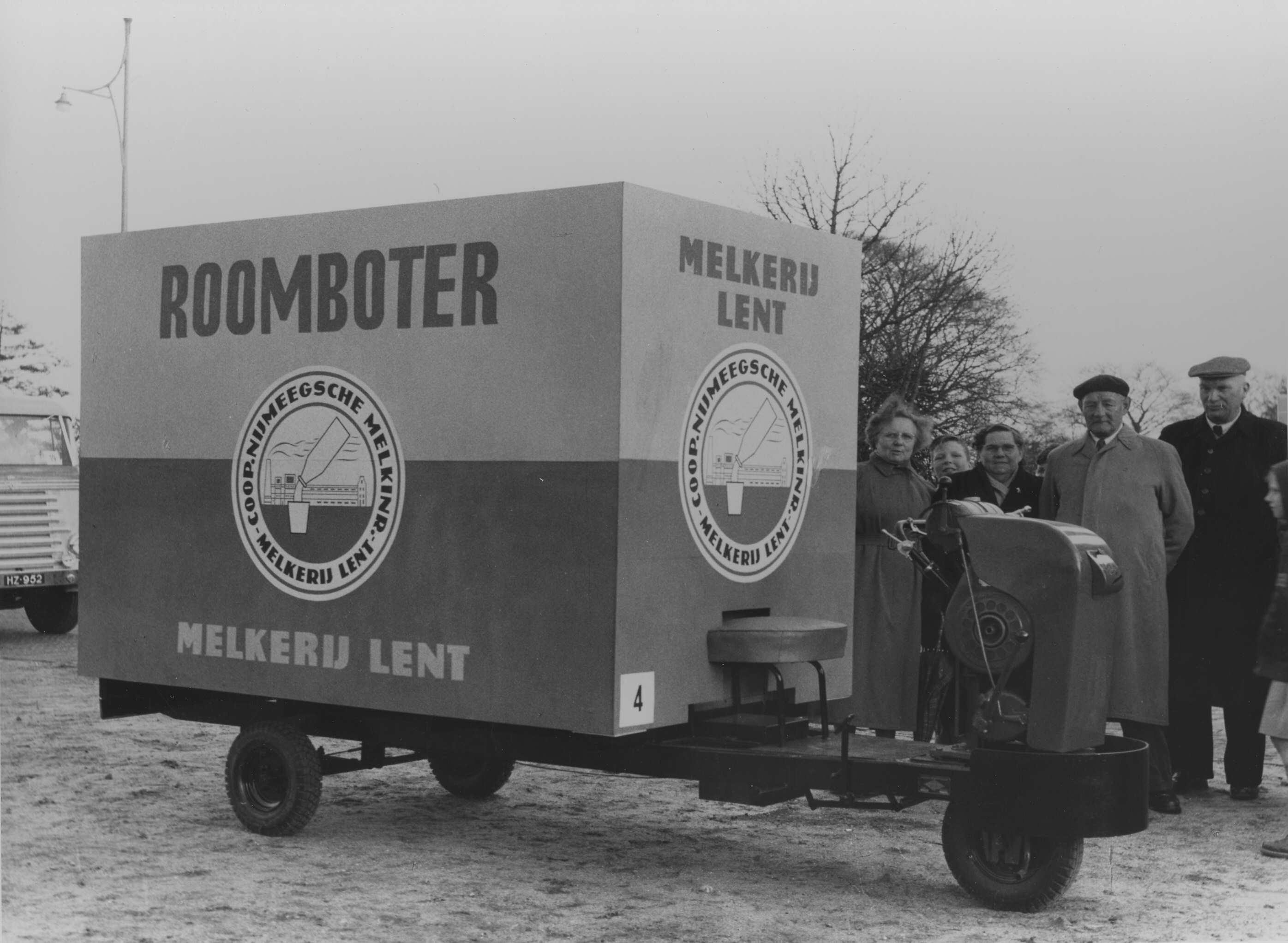
een zgn. "mechanische hond" (= melkwagentje).
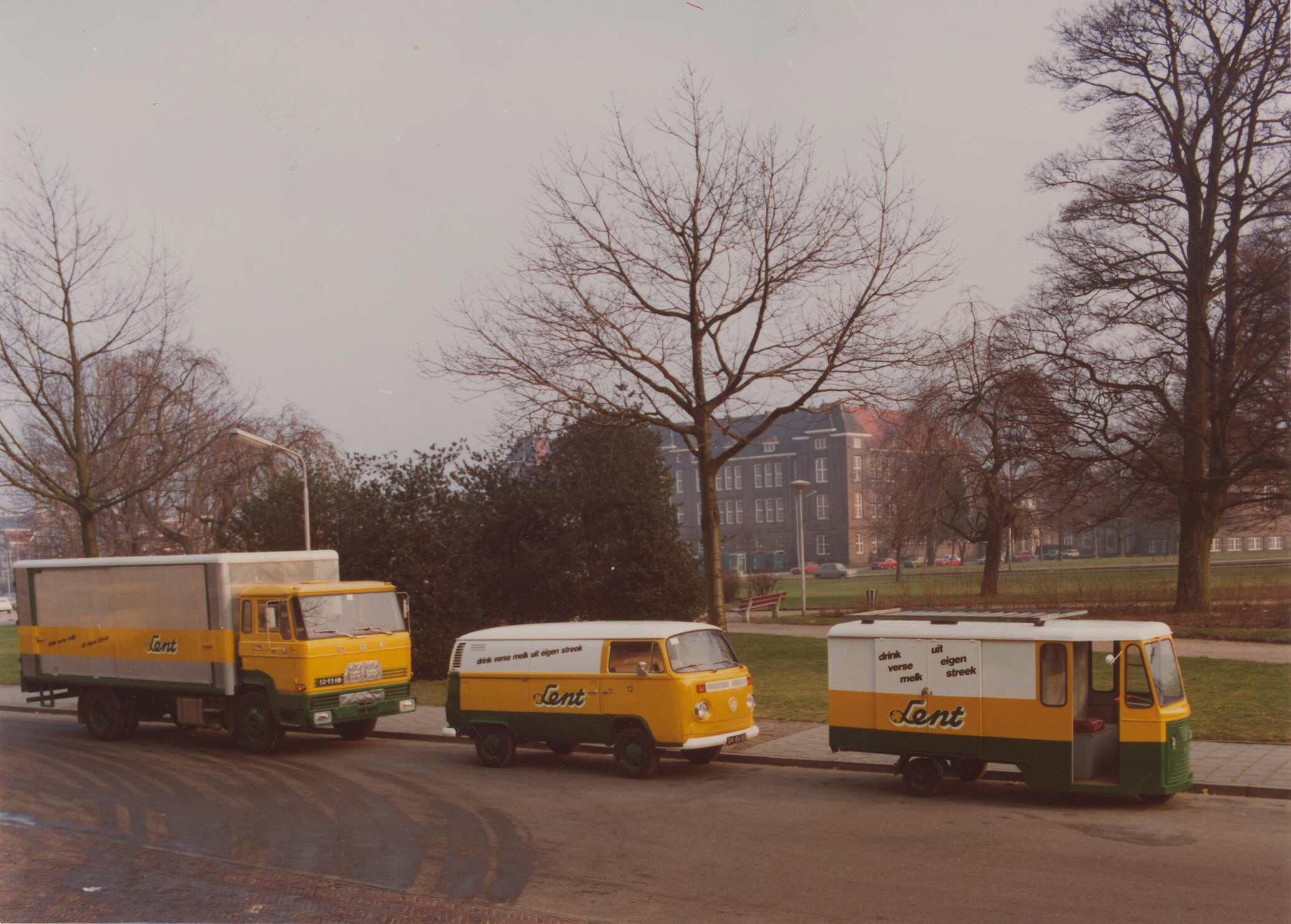
Een vrachtwagen, een volkswagenbusje en een mechanische hond